# Орден Трёх звёзд
Орден Трёх звёзд (латыш. Triju Zvaigžņu ordenis) — высшая государственная награда Латвийской Республики, первый гражданский орден страны. Впервые учреждён 24 марта 1924 года в память о создании Латвийского государства. Повторно учреждён после восстановления независимости Латвии указом президента Улманиса от 25 октября 1994 года. Орденом Трёх звёзд награждают за заслуги в общественной, культурной, научной, спортивной и хозяйственной деятельности, а также в рамках дипломатического протокола.

## Положение о награде
Статут ордена описан в законе «О государственных наградах». Согласно статуту, орден является высшей государственной наградой, девиз ордена — «Per aspera ad astra». Вручается за заслуги перед Отечеством в госуправлении, самоуправлениях, общественной, культурной, просветительской, научной, спортивной или хозяйственной деятельности. Орденом могут быть награждены физические лица, в том числе военные и иностранцы — руководители государств и их правительств, руководители международных организаций, послы и иные должностные лица.
Орден имеет пять степеней (I, II, III, IV, V) и три степени почётного знака (позолоченный, серебряный, бронзовый). Высшая, первая степень ордена может вручаться также с цепью как символом дополнительной награды. Обладатель ордена I степени называется командором Большого креста, II степени — великим офицером ордена, III степени — командором, IV степени — офицером, V степени — кавалером.

## Описание
Знак ордена представляет собой золотой восьмиконечный мальтийский крест, покрытый белой эмалью с золотыми шариками на концах и пучками лучей между перекладинами. В центре — медальон синей эмали с золотым кантом, на котором изображены три золотые пятиконечные звезды, расположенные треугольником. Золотой кант украшен геометрическим узором.
Реверс знака аналогичен аверсу за исключением центрального медальона, в центре которого в четыре строки надпись «LATVIJAS REPUBLIKA 1918. G. 18. NOVEMBRIS» (рус. «Латвийская Республика 1918 год 18 ноября»); по канту надпись «PER ASPERA AD ASTRA». Внизу пятиконечная звёздочка.
Звезда ордена — серебряная десятиконечная, где пять лучей больше других. В центре — медальон синей эмали с тремя золотыми пятиконечными звёздами, расположенными треугольником, вокруг — золотой кант с надписью «PAR TĒVIJU» (рус. «За отечество»), который в свою очередь окаймлён дубовым венком.

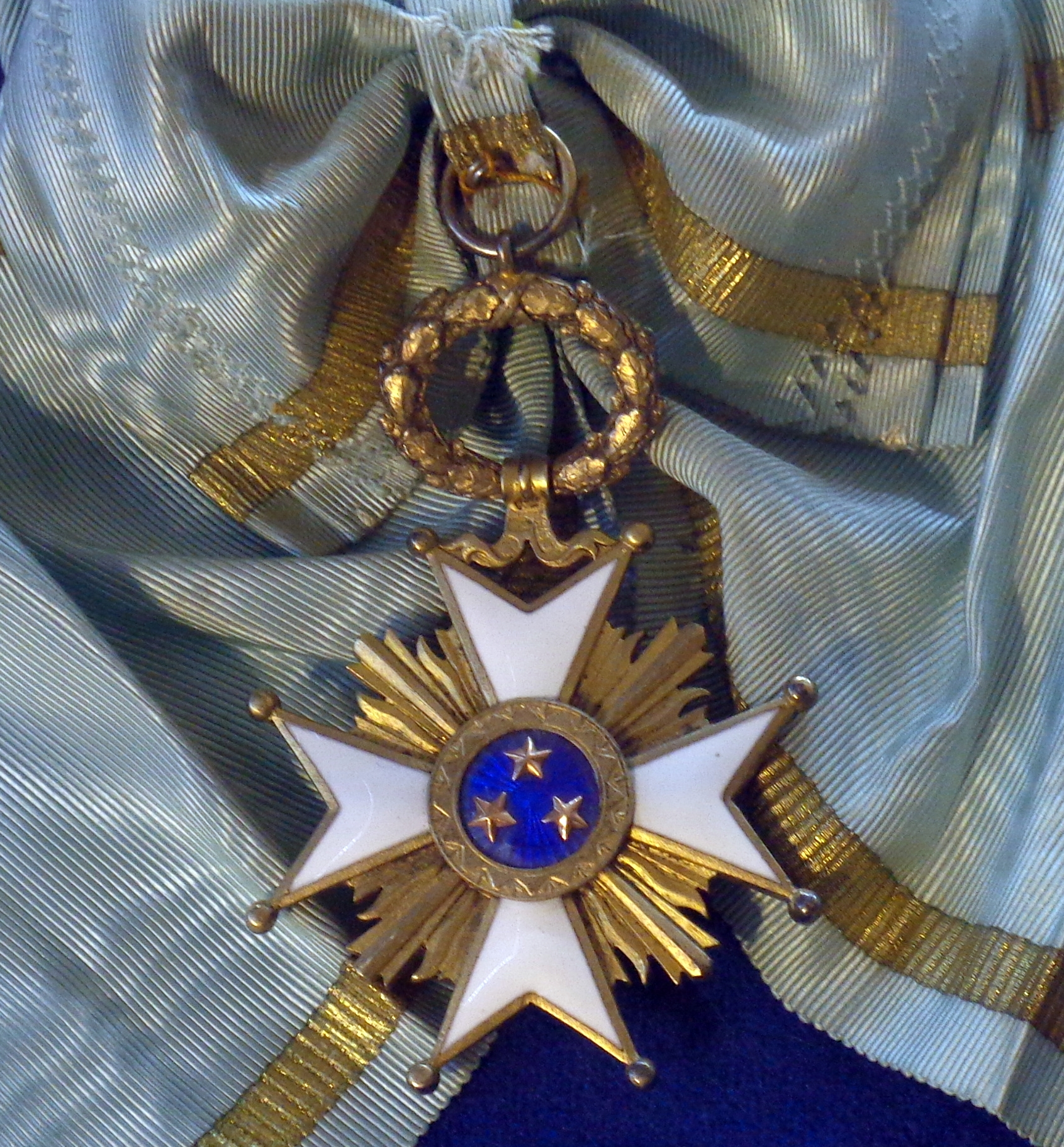
Знак ордена 1-й степени, до 1940 года
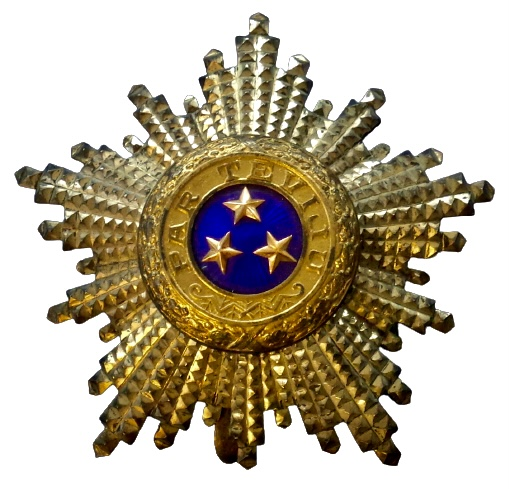
Звезда ордена 1-й степени, до 1940 года
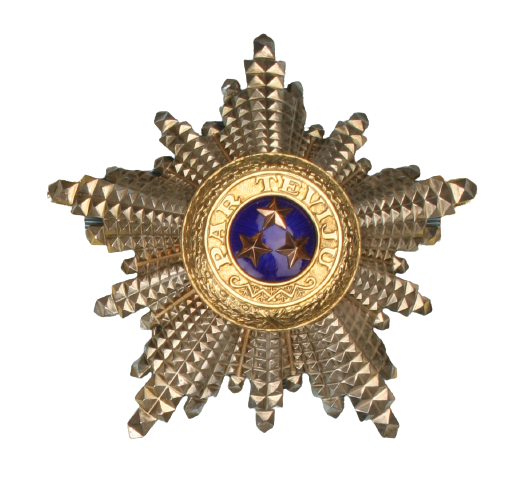
Звезда ордена 1-й степени, после 1994 года

## Знаки ордена
| 1-я степень ордена, с цепью                | 1-я степень ордена                         | 1-я степень ордена, для награждения женщин |
| ------------------------------------------ | ------------------------------------------ | ------------------------------------------ |
|                                            |                                            |                                            |
|                                            |                                            |                                            |
| 2-я степень ордена                         | 2-я степень ордена, для награждения женщин | 3-я степень ордена                         |
|                                            |                                            |                                            |
|                                            |                                            |                                            |
| 3-я степень ордена, для награждения женщин | 4-я степень ордена                         | 5-я степень ордена                         |
|                                            |                                            |                                            |
|                                            |                                            |                                            |
| Почётная золотая медаль                    | Почётная серебряная медаль                 | Почётная бронзовая медаль                  |
|                                            |                                            |                                            |
|                                            |                                            |                                            |

## История
Обсуждение необходимости гражданского ордена велось в Учредительном собрании еще начиная с 1921 года. Были разработаны статут и дизайн ордена Дубового венка, но Учредительное собрание идею отклонило, так как до разработки конституции (принятой лишь в феврале 1922 года) не было ясно, может ли демократическое государство вообще вручать ордена.
25 марта 1924 года Янис Чаксте — первый президент страны — подписал закон об учреждении Ордена. Автором эскиза стал художник Густав Шкилтерс. Первым кавалером I степени стали сам Янис Чаксте и Зигфрид Мейеровиц. Награждение состоялось 24 февраля 1925 года. Тремя днями позже были награждены также Карлис Улманис и Райнис.
Было постановлено, что награждённые должны сами оплачивать изготовление ордена. Расценки были следующими: орден I степени — 150 латов, II степени — 85 латов, III степени — 35 латов, IV — 22 лата, V — 20 латов. Для сравнения, зарплата заводского рабочего в 1930-е годы составляла около 100 латов. Орден было необходимо получить в течение двух лет после награждения, иначе награждение аннулировалось.
В мае 1940 года состоялось последнее награждение довоенного периода. 17 июня 1940 года в Латвию вошли советские войска и история ордена прервалась на более чем 50 лет.
После восстановления независимости Латвии орден был вновь учрежден указом Гунтиса Улманиса от 25 октября 1994 года. Первое награждение состоялось уже 7 ноября — несколько орденов IV и V степеней были вручены работникам культуры. Первым награждённым орденом I степени стал президент Франции Франсуа Миттеран в декабре 1995 года.
Всего с 1994 года до конца 2016 года было вручено более 2000 орденов.

## Статистика
С 1924 по 1940 год орден вручался 8810 раз:
- орден I степени — 285 раз
- орден II степени — 391 раз
- орден III степени — 1323 раз
- орден IV степени — 2194 раз
- орден V степени — 4617 раз

Кроме того, было вручено большое количество почётных знаков, например, их получили порядка 1 % государственных и муниципальных служащих:
- I степени (позолоченный) — 2834 знака
- II степени (серебряный) — 3624 знака
- III степени (бронзовый) — 1515 знаков

С 1994 года (по состоянию на конец 2016 года) орден вручался 2166 раз:
- орден I степени — 92 раза
- орден II степени — 143 раза
- орден III степени — 512 раз
- орден IV степени — 843 раза
- орден V степени — 576 раз

Кроме того, были вручены 575 почётных знаков Ордена:
- I степени (позолоченный) — 425 раз
- II степени (серебряный) — 129 раз
- III степени (бронзовый) — 21 раз